# Torrent de Bringuers
El Torrent de Bringuers és un curs fluvial que en confluir amb la Riera d'Auquers, dona lloc al naixement del Barranc de Figuerola.

## Municipis per on passa
El curs del Torrent de Bringuers transcorre íntegrament pel terme municipal de Pinós.

## Xarxa hidrogràfica
La xarxa hidrogràfica del Torrent de Bringuers està constituïda per 4 cursos fluvials que en total sumen una longitud de 3.378 m.

### Distribució municipal
El conjunt d'aquesta xarxa hidrogràfica transcorre íntegrament pel terme municipal de Pinós.